# 1-(2,5-Dimethoxy-4-methylphenyl)butan-2-amin
1-(2,5-Dimethoxy-4-methylphenyl)butan-2-amin (abgekürzt auch 4C-D, 4C-DOM, α-Et-DOM, α-Et-2C-D, BL-3912, Ariadne oder Dimoxamin) ist eine Forschungschemikalie mit halluzinogener und psychedelischer Wirkung, die strukturell zur Gruppe der substituierten Phenylethylamine zählt. 

## Geschichte
1-(2,5-Dimethoxy-4-methylphenyl)butan-2-amin wurde erstmals 1991 von Alexander Shulgin synthetisiert und in seinem Buch PiHKAL beschrieben.

## Wirkung
In tierexperimentellen Studien zeigte 1-(2,5-Dimethoxy-4-methylphenyl)butan-2-amin eine Reizgeneralisierung bei Ratten, die darauf trainiert wurden, auf MDMA zu reagieren.

## Rechtsstatus
Als Abkömmling des 2-Phenethylamins unterliegt 1-(2,5-Dimethoxy-4-methylphenyl)butan-2-amin in Deutschland dem im November 2016 in Kraft getretenen Neue-psychoaktive-Stoffe-Gesetz. Bis auf die im Gesetz definierten Ausnahmen sind Handel, Inverkehrbringen, Herstellung, die Verabreichung sowie das Verbringen von 1-(2,5-Dimethoxy-4-methylphenyl)butan-2-amin grundsätzlich strafbar.